# Urijah Faber
Urijah Christopher Faber, född 14 maj 1979, är en amerikansk MMA-utövare som tävlar i organisationen Ultimate Fighting Championship (UFC) i bantamviktsdivisionen. Förutom UFC har han även tävlat i bland annat WEC och King of the Cage. Han var mästare i båda organisationerna. Mellan mars 2006 och november 2008 var han fjäderviktsmästare i WEC. Under karriären har han bland andra besegrat Dominick Cruz, Jens Pulver (två gånger), Eddie Wineland, den tidigare mästaren i bantamvikt i WEC Brian Bowles, Scott Jorgensen och Michael McDonald. Faber har sin bakgrund i brottning, kickboxning och brasiliansk jiu-jitsu.
Faber är allmänt känd som en av figurerna bakom de lättare vikternas ökade popularitet under 2000-talet.

## Biografi
Urijah Faber föddes den 14 maj 1979 i Isla Vista i Kalifornien men växte upp i en förort till Sacramento.

## Bakgrund
Faber började med kampsport i High School där han var med i skolans brottningslag. Han fortsatte sedan med brottningen på college och efter examen började han arbeta som brottningstränare på skolan. Efter att en vän tagit med honom på en MMA-gala började han även träna brasiliansk jiu-jitsu.

## Karriär

### Tidig karriär
Faber gick sin första professionella MMA-match i november 2003 i organisationen Gladiator Challenge. Efter att ha vunnit sina två första matcher fick han gå en match om organisationens lättviktstitel i juni 2004. Han besegrade David Velasquez efter ett enhälligt domslut och tog därmed sin första MMA-titel. Han debuterade i King of the Cage i september samma år och i sin andra match för organisationen, sin sjätte totalt, vann han bantamviktstiteln. Faber var obesegrad i sina åtta första MMA-matcher och försvarade sina titlar ett antal gånger. I sin nionde match förlorade han för första gången då han blev knockad av Tyson Griffin och förlorade bältet i Gladiator Challenge.

### WEC
I mars 2006 debuterade Faber i organisationen World Extreme Cagefighting (WEC) efter att ha vunnit 11 av sina 12 första matcher. I sin första match i WEC mötte han den regerande mästaren i fjädervikt, Cole Escovedo. Han vann matchen via teknisk knockout i den tredje ronden och tog därmed sin tredje och dittills största titel. Det tog sedan nästan tio månader innan han fick chansen att försvara sin titel för första gången. Under tiden gick han dock fyra matcher i andra organisationer och hann med att försvara sin titel i King of the Cage två gånger och vinna tillbaka en Gladiator Challenge-titel. Mellan januari 2007 och juni 2008 försvarade han sedan sin WEC-titel fem gånger och besegrade bland andra Dominick Cruz och Jens Pulver. Han förlorade sedan titeln till Mike Brown i november efter att ha förlorat för andra gången i karriären. De nästan två år, och fem titelförsvar, Faber höll bältet var den längsta tid någon varit mästare i WEC. Innan förlusten hade han även vunnit 13 raka matcher.
Efter att ha besegrat Jens Pulver för andra gången i januari 2009 fick han en chans att ta tillbaka sin WEC-titel men han förlorade returmötet med Mike Brown på enhälligt domslut. Han fick ytterligare en chans att ta tillbaka titeln då han mötte den nyblivna mästaren José Aldo i april 2010 men förlorade även denna gång. Faber beslutade sedan att gå ner en viktklass och börja tävla i bantamvikt. Han debuterade i viktklassen i november 2010 genom att besegra Takeya Mizugaki via submission.

### UFC
I oktober 2010 hade Zuffa som ägde både WEC och Ultimate Fighting Championship offentliggjort att de planerade att slå ihop UFC och WEC. Alla fighters som hade kontrakt med WEC, inklusive Faber, blev därmed del av UFC:s stall. Faber debuterade i UFC den 19 mars 2011 på UFC 128 då han besegrade Eddie Wineland. Wineland är liksom Faber före detta titelhållare i WEC.
Efter segern mot Wineland gick Faber en match om UFC:s bantamviktstitel mot den regerande mästaren Dominick Cruz på UFC 132 den 2 juli 2011. Faber, som tidigare besegrat Cruz, förlorade matchen på poäng sedan matchen gått alla fem ronderna.
Faber mötte Brian Bowles om vem som skulle möta Cruz. Faber vann med sin signaturgiljotin. Den svårt skadedrabbade Cruz skadade sig innan trilogin hann avslutas och Faber fick möta brasilianaren Renan Barao om interimtiteln. Faber bröt handen i första ronden men gick alla fem ronder och förlorde via enhälligt domslut. 
Efter förlusten vann Faber fyra på raken, bland annat mot Scott Jorgensen och Michael McDonald. När Cruz skadade sig ännu en gång till sin titelmatch mot Barao hoppade Faber in och tog matchen på två veckor. Efter att Faber blivit nedslagen stoppade domaren matchen trots stora protester från Faber som menade att han inte var illa ute. Han kom tillbaka som vinnare i sin nästa match mot Alex Caceres vid UFC 175, 6 juli 2014.

#### Drar sig tillbaka
Faber tillkännagav inför matchen mot Brad Pickett 17 december 2016 i sin hemmastad Sacramento att det skulle bli hans sista. Efter att han officiellt dragit sig tillbaka 6 juli 2017 valdes han in i UFC Hall of Fames moderna flygel.

#### Tillbaka i ringen
Faber kom tillbaka när UFC åter höll en gala i hans hemstad Sacramento, CA vid UFC Fight Night: de Randamie vs. Ladd dryga två och ett halvt år efter att han pensionerat sig. På galan besegrade han Ricky Simón via karriärens snabbaste KO på 46 sekunder.
Nästa match gick vid UFC 245 den 14 december 2019 där han mötte den inom UFC obesegrade ryssen Pjotr Jan. En match Faber förlorade via KO tidigt i tredje ronden.

## Tävlingsfacit
| Resultat | Facit | Motståndare       | Metod                           | Event                                 | Datum             | Rond | Tid  | Plats                    | Noteringar                                            |
| Vinst    | 1–0   | Jay Valencia      | Submission (giljotin)           | GC 20: Gladiator Challenge 20         | 12 november 2003  | 1    | 1:22 | Colusa, CA, USA          |                                                       |
| Vinst    | 2–0   | George Adkins     | TKO (hörnan bryter)             | GC 22: Gladiator Challenge 22         | 12 februari 2004  | 2    | 2:42 | Colusa, CA, USA          |                                                       |
| Vinst    | 3–0   | David Velasquez   | Domslut (enhälligt)             | GC 27: FightFest 2                    | 3 juni 2004       | 3    | 5:00 | Colusa, CA, USA          | Vann Gladiator Challenge lättviktstitel               |
| Vinst    | 4–0   | Del Hawkins       | TKO (slag)                      | GC 30: Gladiator Challenge 30         | 19 augusti 2004   | 1    | 3:19 | Colusa, CA, USA          |                                                       |
| Vinst    | 5–0   | Rami Boukai       | Domslut (majoritet)             | KOTC: San Jacinto                     | 24 september 2004 | 2    | 5:00 | San Jacinto, CA, USA     |                                                       |
| Vinst    | 6–0   | Eben Kaneshiro    | Submission (slag)               | KOTC: Revenge                         | 14 november 2004  | 3    | 4:33 | San Jacinto, CA, USA     | Vann King Of The Cage bantamviktstitel                |
| Vinst    | 7–0   | David Granados    | Submission (rear-naked)         | GC 35: Cold Fury                      | 13 mars 2005      | 1    | 2:13 | Porterville, CA, USA     |                                                       |
| Vinst    | 8–0   | Hiroyuki Abe      | TKO (skada)                     | KOTC: Mortal Sins                     | 7 maj 2005        | 3    | 2:37 | Primm, NV, USA           | Försvarade King Of The Cage bantamviktstitel          |
| Förlust  | 8–1   | Tyson Griffin     | TKO (slag)                      | GC 42: Summer Slam                    | 10 september 2005 | 3    | 0:05 | Lakeport, CA, USA        | Förlorade Gladiator Challenge lättviktstitel          |
| Vinst    | 9–1   | Shawn Bias        | Submission (giljotin)           | KOTC: Execution Day                   | 29 oktober 2005   | 1    | 1:24 | Reno, NV, USA            | Försvarade King Of The Cage bantamviktstitel          |
| Vinst    | 10–1  | Charles Bennett   | Teknisk submission (rear-naked) | GC 46: Avalanche                      | 11 december 2005  | 1    | 4:38 | Coarsegold, CA, USA      |                                                       |
| Vinst    | 11–1  | Ivan Menjivar     | DQ (otillåten spark)            | TKO 24: Eruption                      | 28 januari 2006   | 2    | 2:02 | Laval, Québec, Kanada    |                                                       |
| Vinst    | 12–1  | Cole Escovedo     | TKO (hörnan bryter)             | WEC 19: Undisputed                    | 17 mars 2006      | 2    | 5:00 | Lemoore, CA, USA         | Vann WEC:s fjäderviktstitel                           |
| Vinst    | 13–1  | Charlie Valencia  | Submission (rear-naked)         | KOTC: Predator                        | 13 maj 2006       | 1    | 3:09 | Globe, AZ, USA           | Försvarade King Of The Cage bantamviktstitel          |
| Vinst    | 14–1  | Naoya Uematsu     | TKO (slag)                      | GC 51: Madness at the Memorial        | 1 juli 2006       | 2    | 3:35 | Sacramento, CA, USA      | Vann Gladiator Challenge bantamviktstitel             |
| Vinst    | 15–1  | Enoch Wilson      | TKO (RSC)                       | FCP: Malice at Cow Palace             | 9 september 2006  | 2    | 1:01 | San Francisco, CA, USA   |                                                       |
| Vinst    | 16–1  | Bibiano Fernandes | TKO (doktorn stoppar matchen)   | KOTC: All Stars                       | 28 oktober 2006   | 1    | 4:16 | Reno, NV, USA            | Försvarade King of the Cage bantamviktstitel          |
| Vinst    | 17–1  | Joe Pearson       | Submission (slag)               | WEC 25: McCullough vs. Cope           | 20 januari 2007   | 1    | 2:31 | Las Vegas, NV, USA       | Försvarade WEC:s fjäderviktstitel                     |
| Vinst    | 18–1  | Dominick Cruz     | Submission (giljotin)           | WEC 26: Condit vs. Alessio            | 24 mars 2007      | 1    | 1:38 | Las Vegas, NV, USA       | Försvarade WEC:s fjäderviktstitel                     |
| Vinst    | 19–1  | Chance Farrar     | Submission (rear-naked)         | WEC 28: Faber vs. Farrar              | 3 juni 2007       | 1    | 3:19 | Las Vegas, NV, USA       | Försvarade WEC:s fjäderviktstitel                     |
| Vinst    | 20–1  | Jeff Curran       | Submission (giljotin)           | WEC 31: Faber vs. Curran              | 12 december 2007  | 2    | 4:34 | Las Vegas, NV, USA       | Försvarade WEC:s fjäderviktstitel                     |
| Vinst    | 21–1  | Jens Pulver       | Domslut (enhälligt)             | WEC 34: Faber vs. Pulver              | 1 juni 2008       | 5    | 5:00 | Sacramento, CA, USA      | Försvarade WEC:s fjäderviktstitel. Fight of the Night |
| Förlust  | 21–2  | Mike Brown        | TKO (slag)                      | WEC 36: Faber vs. Brown               | 5 november 2008   | 1    | 2:23 | Hollywood, FL, USA       | Förlorade WEC:s fjäderviktstitel                      |
| Vinst    | 22–2  | Jens Pulver       | Submission (giljotin)           | WEC 38: Varner vs. Cerrone            | 25 januari 2009   | 1    | 1:34 | San Diego, CA, USA       | Submission of the Night                               |
| Förlust  | 22–3  | Mike Brown        | Domslut (enhälligt)             | WEC 41: Brown vs. Faber 2             | 7 juni 2009       | 5    | 5:00 | Sacramento, CA, USA      | För WEC:s fjäderviktstitel. Fight of the Night.       |
| Vinst    | 23–3  | Raphael Assunção  | Submission (rear-naked)         | WEC 46: Varner vs. Henderson          | 10 januari 2010   | 3    | 3:49 | Sacramento, CA, USA      | Submission of the Night                               |
| Förlust  | 23–4  | José Aldo         | Domslut (enhälligt)             | WEC 48: Aldo vs. Faber                | 24 april 2010     | 5    | 5:00 | Sacramento, CA, USA      | För WEC:s fjäderviktstitel                            |
| Vinst    | 24-4  | Takeya Mizugaki   | Teknisk submission (rear-naked) | WEC 52: Faber vs. Mizugaki            | 11 november 2010  | 1    | 4:50 | Las Vegas, NV, USA       | Submission of the Night.                              |
| Vinst    | 25-4  | Eddie Wineland    | Domslut (enhälligt)             | UFC 128: Shogun vs. Jones             | 19 mars 2011      | 3    | 5:00 | Newark, NJ, USA          | UFC-debut                                             |
| Förlust  | 25-5  | Dominick Cruz     | Domslut (enhälligt)             | UFC 132: Cruz vs. Faber               | 2 juli 2011       | 5    | 5:00 | Las Vegas, NV, USA       | För UFC:s bantamviktstitel. Fight of the Night        |
| Vinst    | 26–5  | Brian Bowles      | Submission (giljotin)           | UFC 139                               | 19 november 2011  | 2    | 1:27 | San Jose, CA, USA        | Submission of the Night                               |
| Förlust  | 26–6  | Renan Barão       | Domslut (enhälligt)             | UFC 149                               | 21 juli 2012      | 5    | 5:00 | Calgary, Alberta, Kanada | för UFC:s interim bantamviktsbälte                    |
| Vinst    | 27–6  | Ivan Menjivar     | Submission (rear-naked)         | UFC 157                               | 23 februari 2013  | 1    | 4:34 | Anaheim, CA, USA         | World MMA's Submission of the Year                    |
| Vinst    | 28–6  | Scott Jorgensen   | Submission (rear-naked)         | The Ultimate Fighter 17 Finale        | 13 april 2013     | 4    | 3:16 | Las Vegas, NV, USA       |                                                       |
| Vinst    | 29–6  | Iuri Alcântara    | Domslut (enhälligt)             | UFC Fight Night: Shogun vs. Sonnen    | 18 juni 2013      | 3    | 5:00 | Boston, MA, USA          |                                                       |
| Vinst    | 30–6  | Michael McDonald  | Submission (giljotin)           | UFC on Fox: Johnson vs. Benavidez 2   | 14 december 2013  | 2    | 3:22 | Sacramento, CA, USA      | Submission of the Night                               |
| Förlust  | 30–7  | Renan Barão       | TKO (slag)                      | UFC 169                               | 1 februari 2014   | 1    | 3:42 | Newark, NJ, USA          | För UFC:s bantamviktstitel                            |
| Vinst    | 31–7  | Alex Caceres      | Submission (rear-naked)         | UFC 175                               | 5 juli 2014       | 3    | 1:09 | Las Vegas, NV, USA       |                                                       |
| Vinst    | 32–7  | Francisco Rivera  | Submission (bulldog-stryp)      | UFC 181                               | 6 december 2014   | 2    | 1:34 | Las Vegas, NV, USA       |                                                       |
| Förlust  | 32–8  | Frankie Edgar     | Domslut (enhälligt)             | UFC Fight Night: Edgar vs. Faber      | 16 maj 2015       | 5    | 5:00 | Pasay, Filippinerna      |                                                       |
| Vinst    | 33–8  | Frankie Saenz     | Domslut (enhälligt)             | UFC 194                               | 12 december 2015  | 3    | 5:00 | Las Vegas, NV, USA       |                                                       |
| Förlust  | 33–9  | Dominick Cruz     | Domslut (enhälligt)             | UFC 199                               | 4 juni 2016       | 5    | 5:00 | Inglewood, CA, USA       | För UFC:s bantamviktstitel.                           |
| Förlust  | 33–10 | Jimmie Rivera     | Domslut (enhälligt)             | UFC 203                               | 10 september 2016 | 3    | 5:00 | Cleveland, OH, USA       |                                                       |
| Vinst    | 34–10 | Brad Pickett      | Domslut (enhälligt)             | UFC on Fox: VanZant vs. Waterson      | 17 december 2016  | 3    | 5:00 | Sacramento, CA, USA      |                                                       |
| Vinst    | 35–10 | Ricky Simón       | TKO (slag)                      | UFC Fight Night: de Randamie vs. Ladd | 13 juli 2019      | 1    | 0:46 | Sacramento, CA, USA      | Performance of the Night                              |
| Förlust  | 35–11 | Pjotr Jan         | KO (huvudspark)                 | UFC 245                               | 14 december 2019  | 3    | 0:43 | Las Vegas, NV, USA       |                                                       |